# The Silent Majority
The Silent Majority – jedyny album amerykańskiego zespołu hardrockowego Life, Sex & Death, wydany w roku 1992.

## Lista utworów
1. "Blue Velvet Moon / We're Here Now"
2. "Jawohl Asshole"
3. "School's for Fools"
4. "Telephone Call"
5. "Farm Song"
6. "Fuckin' Shit Ass"
7. "Hey Buddy"
8. "Train"
9. "Wet Your Lips"
10. "Tank"
11. "Raise a Little Hell"
12. "Guatemala"
13. "Big Black Bush"
14. "Rise Above"